# Marcel Lefebvre (scénariste)
Pour les articles homonymes, voir Marcel Lefebvre (homonymie) et Lefebvre.
Marcel Lefebvre, né le 26 octobre 1941 à Québec et mort le 26 novembre 2022 à Montréal, est un créateur, réalisateur, producteur et metteur en scène québécois dans les domaines de la radio, de la télévision, du cinéma et de la publicité.
Bien connu dans les milieux québécois du spectacle, où il a côtoyé les plus grands, il a reçu en 2007 le Prix Luc Plamondon pour l’ensemble de son œuvre de parolier.

## Biographie
Marcel Lefebvre a exploré, au cours des cinquante dernières années, toute la gamme des réalités artistiques et des communications au Québec. Il possède également une expérience riche et diversifiée dans de multiples sphères d'activités, telles que l'enseignement, la philosophie, la musique, la peinture, le film, la scène et l'écriture.
Reconnu pour ses nombreuses chansons à succès, il s'est imposé comme un scénariste de premier plan pour la radio, la télévision et le cinéma, ainsi qu'un réalisateur, producteur et un metteur en scène de renom.
Pendant 20 ans, il a été un communicateur apprécié dans le monde de la publicité au Québec, où il a connu de nombreux succès. Marcel Lefebvre a collaboré avec Jacques Bouchard, considéré comme le père de la publicité québécoise, en créant des chansonnettes publicitaires mémorables (jingles): “Les petits puddings Laura Secord” (interprété par Nathalie Simard et René Simard) et “Mon bikini, ma brosse à dents” (interprété par Dominique Michel) entre autres. À Québec, c’est Guy Drouin qui lui a permis de faire ses premiers pas dans la publicité.
Parmi les autres messages publicitaires signés Marcel Lefebvre, on retrouve :
- Sam prend une 50 (Labatt) ;
- Comme la Molson, lui y est vrai (Molson Export) ;
- Lève ton verre (Laurentide) ;
- Roland et Napoléon (Rona) ;
- Dans les fils, qu’est-ce qui file (Hydro-Québec) ;
- La grosse caisse qui fait boum (Desjardins) ;
- Tant que tu seras dans ma ville (Eaton) ;
- Quand j’étais petit dans mon jardin (Michelin) ;
- Loto-Québec (campagne initiale) ;
- Je bois mon lait comme ça me plaît (spatial) ;
- J’aime le métro, j’aime l’autobus (CTCUM) ;
- Orange et vert (Guillot) ;
- Diana-Vaillancourt ;
- Restaurant le Fiacre[2].

Marcel Lefebvre est décédé à Montréal le 26 novembre 2022, à l'âge de 81 ans,.

## Formation
- Cours classique : Externat classique de Longueuil
- Licence philosophie : Université de Montréal
- Scolarité de doctorat en philosophie : Université de Montréal

## Enseignement
- Collège de La Pocatière (3 ans)
- HEC et Cégep du Vieux Montréal : (2 ans)
- Académie Michel-Ange (dessin et peinture)

## Présidence et autres fonctions
- Noéma Inc. (maison de création publicitaire)
- Les Productions Marcel Lefebvre Inc.
- Jean Marcel et les autres Inc
- Les Films Orange Inc.
- CIEL-MF (cofondateur avec Stéphane Venne)
- Les Éditions Triangle
- Les Productions du Vieux-Quai

## Récompenses
- Classique de la Socan[5] 2013 (Là-bas dans l'ombre, Roch Voisine)
- Classique de la Socan[6] 2012 (Un jour il viendra mon amour, Diane Dufresne)
- Prix Luc Plamondon 2007
- Classiques de la Socan 1995
- Mention Prix Gémeaux 1991

## Événements mémorables
- La Colombe (Stade Olympique 1984), conception et mise en scène, La chanson Une colombe a été écrite par Marcel Lefebvre sur une musique de Paul Baillargeon et interprétée par Céline Dion.
- 50e anniversaire de l’Union des artistes. Conception ouverture et fermeture sur les 4 réseaux de télévision du Québec

## Œuvres

### Chansons
Sur plus de 300 disques (Jean Lapointe, Diane Dufresne, Ginette Reno, Renée Martel, Renée Claude, Donald Lautrec, Pierre Lalonde, Roch Voisine, Martin Deschamps...).
Albums de Jean Lapointe (plusieurs chansons sur chaque album)
- Une voix, une histoire... (1999)
- Jean Lapointe Nature (1989)
- Jean Lapointe 15 ans d’émotion en 21 chansons (1992)
- Les grands succès de Jean Lapointe (1988)
- Comme en amour (1986)
- Showman à l’Olympia (1985)
- C’est beau le monde (1984)
- La course au bonheur (1984)
- Tu jongles avec ma vie (1984)
- Si on chantait ensemble (1982)
- Profil (1981)
- Jean Lapointe... jongleur (1980)
- Chante-la ta chanson (1978)
- Face A, Face B (1977)
- Démaquillé (1976)

Chansons de Marc Gélinas
- Moïra (1965)
- Les Expos sont là (1969)
- J'ai du bon feu (1969)

Chansons de Ginette Reno
- Le chemin pour San José (1968)
- Le sable et la mer (1969)

Chansons de Diane Dufresne
- Un jour il viendra mon amour, tiré du film L'Initiation (1970) (Extrait du vidéo sur la naissance de la chanson[7], collaboration Livetoune/SOCAN)
- Plusieurs chansons tirées du fil "Sept fois par jour" (1971)[8]
- Une fleur sur la neige, tiré du film "Quelques arpents de neige" (1972)[9]

Chansons de Renée Martel
- Réflexions (1974)

Albums de Roch Voisine (Plusieurs chansons sur chaque album)
- Je te serai fidèle (2004)
- Coup de tête (1994)
- Album Double (1990)
- Hélène (1989)

Chansons sur l'album de Star Académie de 2004
- Un jour il viendra mon amour, interprété par Marie-Ève Côté
- C'est dans les chansons, interprété par Dave Roussy

Chanson de Martin Deschamps
- La plus belle fleur du St-Laurent, écrite dans le cadre du 400e anniversaire de la ville de Québec (2008)

### Scénarios de film[10]
- En plus de sa contribution à la musique, Marcel Lefebvre a été impliqué dans l'écriture de scénarios pour plusieurs films. Certains des films auxquels il a participé comprennent :
- 1972 : Un enfant comme les autres... de Denis Héroux
- 1972 : Quelques arpents de neige de Denis Héroux
- 1973 : Y'a toujours moyen de moyenner! de Denis Héroux
- 1975 : Mustang d'Alain Gélinas et Marcel Lefebvre[11] Quelques acteurs présents dans ce film : Willie Lamothe, Renée Martel, Luce Guilbeault, Marcel Sabourin et Claude Blanchard[12].

### Conception radiophonique
- Radio-Café Provigo (émission quotidienne)

### Comédies musicales
- La Course au bonheur (1984)
- Le Portier (Frère André)
- Une simple Marguerite (Marguerite d'Youville)

### Artistre-peintre
Depuis son enfance où il observe sa mère peindre, Marcel Lefebvre est également un passionné de peinture. Il explore plus sérieusement ses talents d'artiste-peintre dès le début des années 1990 et est reconnu en tant que peintre professionnel depuis 2009. Il expose à la galerie d'art Les Oies Blanches à Saint-Antoine-de-Tilly en banlieue de Québec où il ouvre aux visiteurs son atelier personnel. Ses œuvres ont mérité un article dans le très réputé Guide de Roussan 2011, de même que dans le répertoire Magazin'art 2011-2012.

### Écriture
- Les Amants de 1837 (Éditions Libre Expression[13], 2011)
- La Rebelle et le Yankee, Tome 1: Les habits rouges de la colère (Éditions Libre Expression[13], 2013)
- La Rebelle et le Yankee, Tome 2: Les robes noires de la soumission (Éditions Libre Expression[13], 2013)
- La Rebelle et le Yankee, Tome 3: Le chant du violon écarlate (Éditions Libre Expression[13], à paraître)